# Philoscopie
 (août 2023).
 (avril 2025).
Philoscopie est une émission de télévision culturelle présentée par Tom Benoit à partir de 2022.
Elle est diffusée sur TV5 Monde, en France et à l'international,.
Chaque numéro de Philoscopie dure environ 26 minutes et comprend deux entretiens. Au cours de ces échanges, Tom Benoit interroge des personnalités venant du milieu intellectuel pour aborder des sujets de société.
Le présentateur Tom Benoit, né en 1995, est un entrepreneur et essayiste français spécialisé en économie et en géopolitique.
Les invités ont généralement une dimension politique. Le philosophe Michel Onfray et l'architecte Jean Nouvel ont participé au premier numéro. On retrouvera ensuite l'ancien ministre des Affaires étrangères Hubert Védrine, ou encore l'ex-directeur général du Fonds monétaire international Jacques de Larosière.
L'émission est systématiquement diffusée sur les différentes antennes de TV5 Monde (FBSM, Europe, USA, Moyen-Orient...), ce qui lui permet de bénéficier d'une couverture internationale dans plus de 190 pays.